# Phil Napoleon
Filippo Napoli, conocido en la escena del jazz como Phil Napoleon (Boston, Massachusetts, 2 de septiembre de 1901 - Miami, Florida, 1 de octubre de 1990) fue un cornetista, trompetista, compositor y director de orquesta estadounidense de jazz tradicional.

## Trayectoria
Ya en 1916, con apenas quince años, participa en las primeras grabaciones de jazz, en diversas bandas. Formará su propio grupo, "The Original Memphis Five" en 1921, junto al pianista Frank Signorelli y, en los siguientes diez años, realizarían un gran número de grabaciones, con frecuencia bajo seudónimo, obteniendo una gran popularidad hacia mitad de la década. Entre 1926 y 1929, mantiene una formación ampliada, precursora de las big bands de los años 1930. De forma paralela a su grupo, Napoleon trabaja para otras bandas, como es el caso de la orquesta de Jimmy Dorsey.
Tras una etapa alejado de la escena del jazz, Napoleon regresa en 1937 con un combo reducido, aunque vuelve a reunir a los Original Memphis Five a finales de los años 1940 y trabaja de forma usual en los clubas de Greenwich Village. En 1959 se retira a Miami, donde abre un local musical, en el que se mantiene en activo hasta poco antes de su muerte, colaborando en ocasiones con su sobrino, el pianista Marty Napoleon.

## Estilo
Richard Cook y Brian Morton, en la The Penguin Guide to Jazz, repesentan a Napoleon como un "pionero genuino", cuya forma de tocar ha influido profundamente en trompetistas tan relevantes como Red Nichols y Bix Beiderbecke. Según algunos autores, el estilo de Napoleon supone la perviviencia, hasta finales de la década de 1920, del estilo de la Original Dixieland Jazz Band refinado.